# Zgrada osnovne škole u Donjoj Lomnici
Zgrada osnovne škole je obrazovna zgrada u naselju Donja Lomnica koje je u sastavu grada Velika Gorica, zaštićeno kulturno dobro.

## Opis dobra
Zgrada je sagrađena 1900. g., u naselju, uz jednu od glavnih ulica. Građevina je slobodnostojeća jednokatnica pravokutnog tlocrta. Tlocrtni raspored je jednostavan i funkcionalan s poprečno položenim ulaznim hodnikom koji dijeli zgradu na dva dijela, a s obje strane su prostorije orijentirane na ulicu i dvorište. Glavno pročelje naglašeno je i razvedeno oblicima pojednostavljenog kasnog historicizma s prijelaza 19. u 20. st. Središnji rizalit s glavnim, danas zazidanim ulazom, posebno je naglašen trokutasto završenom atikom iznad krovnog vijenca.

## Zaštita
Pod oznakom Z-3530 zavedena je kao nepokretno kulturno dobro - pojedinačno, pravna statusa zaštićena kulturnog dobra, klasificirano kao "profana graditeljska baština".